# Чукулі
Чукулі (груз. ჩუკული) — село в Грузії.
За даними перепису населення 2014 року в селі проживає 58 особа.